# Dodecamethylcyclohexasiloxan
Dodecamethylcyclohexasiloxan (D6) ist eine chemische Verbindung aus der Gruppe der Siloxane.

## Eigenschaften
Dodecamethylcyclohexasiloxan ist eine brennbare, schwer entzündbare, ölige Flüssigkeit, die praktisch unlöslich in Wasser ist.

## Verwendung
Der alltägliche Gebrauch von D6 geht mit einer Pro-Kopf-Emissionsrate von rund 36 Mikrogramm pro Tag einher.

## Sicherheitshinweise
Die Dämpfe von Dodecamethylcyclohexasiloxan können mit Luft ein explosionsfähiges Gemisch (Flammpunkt 91 °C, Zündtemperatur 368–371 °C) bilden.
Dodecamethylcyclohexasiloxan ist ein PBT- und ein vPvB-Stoff und gehört gemäß REACH zu den besonders besorgniserrenden Stoffen. Ab dem 6. Juni 2026 darf D6 im EWR nicht mehr eingesetzt werden, mit Ausnahmen und Übergangsfristen für gewisse Anwendungen, u. a. für die Herstellung von Siliconpolymeren.